# George Collimitz
George Collimitz fue un médico alemán del siglo XVI.
Aprendió la ciencia de los astros del famoso matemático y canónigo de Viena, Andreas Stiborins, la cual aplicaba al diagnóstico y curación de enfermedades, basándose para ello en el estado del firmamento cuando el paciente experimentaba los primeros síntomas de su enfermedad, deduciendo de esta observación los días en que convenía más administrale las purgas y las sangrías.
En defensa de sus teorías, publicó la obra: Artificium de applicatione Astrologiae ad Medicinam, deque convenientia earumdem (1538)
- El contenido de este artículo incorpora material del tomo 14 de la Enciclopedia Universal Ilustrada Europeo-Americana (Espasa), cuya publicación fue anterior a 1945, por lo que se encuentra en el dominio público.

- Datos: Q5877795